# Nissin Veículos da Amazônia
Nissin Veículos da Amazônia Ltda., vorher Grupo Nissin, war ein brasilianischer Hersteller von Automobilen. Eine andere Quelle nennt die Firmierung Amazon Veículos Especiais.

## Unternehmensgeschichte
Das Unternehmen Grupo Nissin wurde 1991 in Manaus gegründet. Im Jahr 2000 wurden die ersten Automobile gefertigt. Der Markenname lautete zunächst Nissin. 2001 änderte sich die Firmierung und außerdem der Markenname in Amazon. 2003 begann die Serienproduktion. Planungen beliefen sich auf eine Jahresproduktion von 360 bis 480 Fahrzeugen. 2004 endete die Produktion. Eine staatliche Quelle kennt Nissin-Fahrzeuge der Baujahre von 1994 bis 2003 und Amazon-Fahrzeuge der Baujahre 2003 bis 2005.
2001 und 2001 entstanden jeweils drei Fahrzeuge, 2002 zehn und 2003 zwanzig. Für 2004 sind 13 Fahrzeuge überliefert.

## Fahrzeuge
Im Angebot standen Geländewagen. Sie waren wahlweise als Kombi oder als Pick-up karosseriert. Überliefert sind zunächst die Modelle Rústica und TT, die später in Savana, Selva und Tapajós umbenannt wurden. Die Motoren leisteten aus 4000 cm³ Hubraum zunächst zwischen 95 PS und 120 PS, später auch 140 PS.